# Michael Kanin
Michael Kanin (* 1. Februar 1910 in Rochester, New York; † 12. März 1993 in Los Angeles, Kalifornien) war ein US-amerikanischer preisgekrönter Drehbuchautor.

## Leben
Mit seinem Bruder Garson arbeitete Kanin in verschiedenen Bühnenshows zusammen. Zugleich arbeitete er als Darsteller und Komponist für Werbefilme. 1939 wurde Kanin von RKO als Drehbuchautor unter Vertrag genommen. Dort lernte er seine zukünftige Frau Fay kennen, die er 1940 heiratete. Nach seinem Wechsel zu MGM gewann Kanin zusammen mit seinem Partner Ring Lardner Jr. 1943 den Oscar für das Beste Originaldrehbuch für den Film Die Frau, von der man spricht. Nach einer weiteren Nominierung für den Oscar (1959 für Reporter der Liebe) wandte sich Kanin der Produktion zu. Seine letzte Filmarbeit war das Drehbuch für den Bob Hope-Film How to Commit Marriage.

## Filmografie
als Drehbuchautor
- 1942: Die Frau, von der man spricht (Woman of the Year)
- 1946: Centennial Summer
- 1954: Symphonie des Herzens (Rhapsody)
- 1956: Das schwache Geschlecht (The Opposite Sex)
- 1958: Reporter der Liebe (Teacher's Pet)
- 1961: The Right Approach
- 1962: Degenduell (La Congiura dei Dieci)
- 1964: Carrasco, der Schänder (The Outrage)
- 1969: Missgeschick und Eheglück (How to commit Marriage)

als Produzent
- 1947: Ein Doppelleben (A double Life)
- 1964: Carrasco, der Schänder (The Outrage)

## Auszeichnungen (Auswahl)
- 1943: Oscar für das Beste Originaldrehbuch für Die Frau, von der man spricht
- 1989: Auszeichnung mit dem Valentine Davies Award der Writers Guild of America